# 皇家認證 (英國)

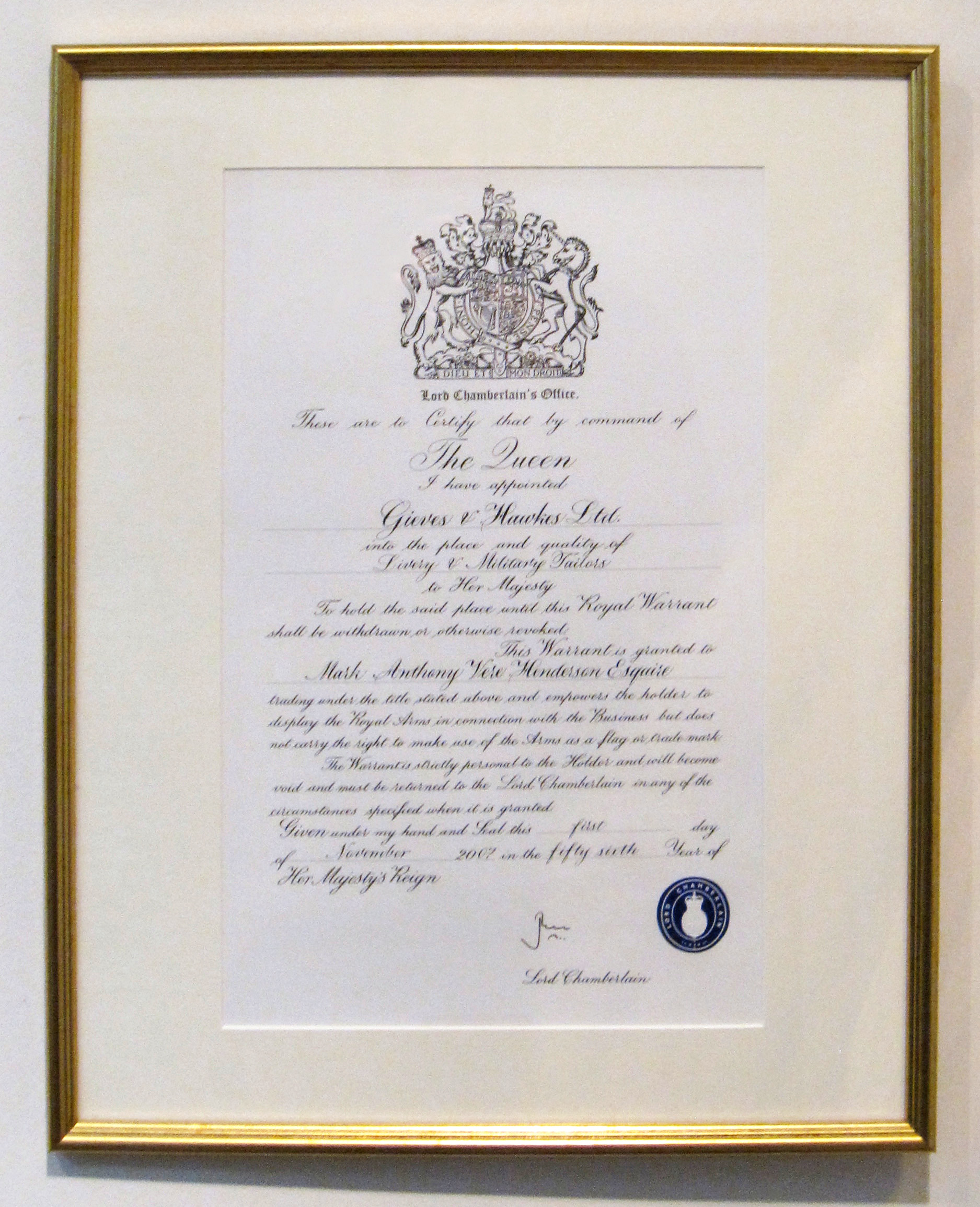
伊麗莎白二世的皇家認證

皇家認證（Royal Warrants of Appointment）是自15世紀開始英國王室發布的皇家認證，是英國皇室內有較高地位成員頒授予向他們提供商品及服務的公司和商人的稱號。他們可宣傳自己是擁有認證的皇家御用供應商以增強商業信譽。獲得皇室認證的企業可向王室提供用品。在維多利亞女王在位時期，皇家認證的企業大幅增加至約2,000家公司。大約800名個人和商人，其中包括幾間非英國公司，持有超過1100份皇家認證。
這些供應商要至少要提供用品予某位皇室成員至少五年才會被考慮授予認證。作為皇家商人認證委員會（Royal Household Tradesmen's Warrants Committee）主席，宮務大臣握有委任決定權。認證可每五年延續一次，有些供應商就持有超過一百年。但認證亦可隨時被收回，例如煙草公司金邊臣的皇家認證就於1999年被收回。供應商獲得認證並不是要他們免費提供商品及服務，而是用於營銷上增強客戶對商品的信賴。英國商家通常會在大型廣告板、信紙頂部及商品上印上皇室的盾徽或者代表頒授該委任認證的皇室成員的徽章。在盾徽或徽章下方通常會有一段文字，寫上「By Appointment to 【皇室成員頭銜】」 （由【皇室成員頭銜】委任），然後是供應商所提供的商品和服務，最後是供應商的名字；有時也會寫上該商戶的所在地。

## 歷史
最早的記錄是由英國國王亨利二世於西元1155年授予織工公司英國皇家的委任認證。

## 法律意思
皇家認證的英文Royal Warrant在法律上有別的意思，香港中譯為英廷委任狀。

## 外部連結
- Royal Warrants （页面存档备份，存于） at the Royal Family website
- 皇家認證持有人協會（英語） （页面存档备份，存于）